# Pneumatic Impact Treatment

Der englischsprachige Begriff Pneumatic Impact Treatment (PIT) bezeichnet ein Nachbehandlungsverfahren, wobei durch höherfrequentes Hämmern der Oberfläche eine Steigerung der Ermüdungsfestigkeit erzielt wird. Im Speziellen wird die Methode bei Schweißverbindungen angewendet, wobei eine wesentliche Erhöhung der Lebensdauer erreicht werden kann. Die Wirkungsweise beruht dabei auf einer Reduktion der geometrischen Kerbwirkung am Nahtübergang, einem Aufbau von Druckeigenspannungen und einer Verfestigung des Materials im nachbehandelten Bereich. Durch die einfache Bedienbarkeit und einer hohen Reproduzierbarkeit zeichnet sich das Verfahren insbesondere für industrielle Anwendungen im Anlagen-, Behälter-, Maschinen- oder Stahlbau aus.

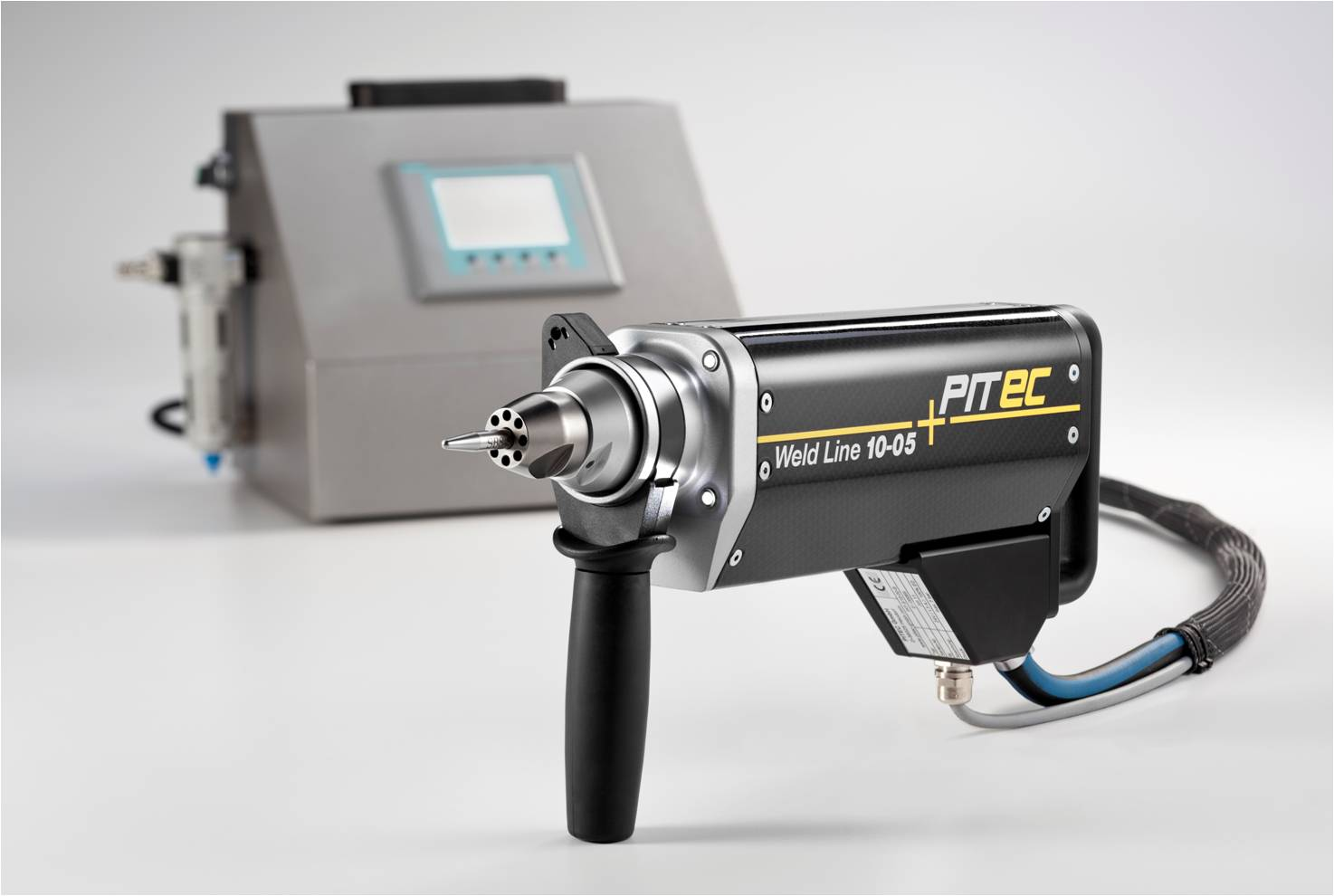
Hand- und Steuergerät

## Ermüdungsfestigkeit
Unter Materialermüdung wird eine Schädigung oder ein Versagen von Bauteilen und Werkstoffen unter zyklischer Beanspruchung verstanden. Es bilden sich dabei Anrisse bevorzugt an Kerben, Fehlstellen oder hochbeanspruchten Zonen, welche sich fortlaufend vergrößern und schließlich zum Versagen oder Ausfall der Komponente führen.
Im Allgemeinen steigt die Ermüdungsfestigkeit mit zunehmender statischer Festigkeit eines Werkstoffs. Im Fall von geometrischen Unregelmäßigkeiten wie Kerben, welche konstruktionsbedingt oder durch Schweißverbindungen entstehen können, ist dieser Zusammenhang durch die zunehmende Kerbempfindlichkeit hochfester Materialien, nur bedingt erfüllt.
Aus diesem Grund ist das Ermüdungsverhalten geschweißter Stahlverbindungen nach aktuellen Richtlinien und Empfehlungen generell unabhängig von der Streckgrenze des verwendeten Grundmaterials. Bedingt durch die ständig wachsenden Forderungen nach einer erhöhten Leichtbauweise und einer Steigerung der Lebensdauer von Komponenten und Strukturen, ist jedoch eine Verbesserung des Ermüdungsfestigkeitsverhaltens unerlässlich. Dies kann beispielsweise durch den Einsatz einer PIT-Nachbehandlung bei höher- und hochfesten, aber auch niederfesten Grundmaterialien erzielt werden.

## Verfahrensbeschreibung
Das PIT-Verfahren ist ein pneumatisch betriebenes, höherfrequentes Hämmerverfahren, welches zur mechanischen Nachbehandlung von geschweißten Verbindungen und hochbeanspruchten ungeschweißten Zonen eines Bauteils entwickelt wurde. Sowohl die Bearbeitungsfrequenz, als auch die Schlagintensität sind unabhängig voneinander einstellbar, wodurch es möglich ist den unterschiedlichen Anforderungen verschiedener Werkstoffe und Schweißnahtgeometrien gerecht zu werden. Ein pneumatischer Muskel im Gerät wandelt die Druckenergie in mechanische Impulse um, die durch einen oder mehrere gehärtete Stahlbolzen auf die zu behandelnde Oberfläche übertragen werden. Um die Vibrationen während der Behandlung möglichst gering zu halten, ist ein weiteres Federsystem inkludiert, so dass das Handgerät von der Schlagkraft vollständig entkoppelt ist. Dies bewirkt eine geringe Handarmvibration in der Höhe von rund 5 m/s^2 für den Bediener und zusätzlich ergibt sich eine nahezu konstante Schlagkraft, wodurch eine hohe Reproduzierbarkeit gewährleistet ist.
Die Vorschubgeschwindigkeit bei Stahl beträgt etwa 20 cm/min bei einer frei wählbaren Bearbeitungsfrequenz des oder der Stahlbolzen von bis zu 80 bis 120 Hz. Über die Druckluft lässt sich die Schlagintensität stufenlos einstellen, wobei im Gegensatz zu anderen Verfahren das Gerät bereits bei einem Druck von unter 4 bis 5 bar funktionstüchtig ist und somit einen geringen Luftverbrauch von etwa 175 bis 250 l/min aufweist. Das Abführen der Abluft nach vorne zur Bearbeitungsstelle hat den Vorteil, dass Lackpartikel, Metallspäne und sonstige Verunreinigungen weggeblasen und nicht ungewollt in die Werkstückoberfläche eingedrückt werden, und die strömende Luft den oder die Bolzen kühlt und dadurch die Standzeit deutlich erhöht wird.

## Wirkungsweise
Gegenüber anderen Nachbehandlungsverfahren, wie zum Beispiel Schleifen, Kugelstrahlen oder Spannungsarmglühen, wobei eine Steigerung der Ermüdungsfestigkeit bzw. Lebensdauer meist nur durch einen Effekt erzielt wird, kommen beim PIT-Verfahren folgende Wirkungsweisen kombiniert zur Geltung:

### Reduktion der geometrischen Kerbwirkung
Durch die Nachbehandlung wird der für die Ermüdungsbeanspruchung kritische Übergang vom Grundmaterial zur Schweißnaht ausgerundet, wodurch dies zu einer wesentlichen Reduzierung der geometrischen Kerbwirkung in diesem Bereich führt. Speziell bei kerbscharfen Geometrien, wie zum Beispiel Schweißnahtenden, trägt dieser Effekt wesentlich zur Wirkungsweise bei.

### Verfestigung des Materials
Bedingt durch die Umformung des Materials findet im nachbehandelten Bereich eine lokale Verfestigung statt. Je nach Werkstoff und Verfestigungsverhalten kann dies zu einer wesentlichen Erhöhung der Härte und somit auch zu einer Festigkeitssteigerung führen.

### Aufbau von Druckeigenspannungen
Zusätzlich zur lokalen Verfestigung werden Druckeigenspannungen eingebracht, welche entgegen den ermüdungsrelevanten Zugspannungen wirken und dadurch die gesamte Beanspruchung in der höchstbelasteten Zone senken. Zur Verifikation des sich ausbildenden Eigenspannungszustandes durch die Nachbehandlung können Messungen der Eigenspannungen mittels Röntgendiffraktometrie oder Bohrlochmethode dienen, aber auch eine Abschätzung des lokalen Eigenspannungszustandes basierend auf einer numerischen Simulation ist möglich.

## Forschungsergebnisse
Im Rahmen des International Institute of Welding (IIW) wurde der Effekt von Schweißnahtnachbehandlungen auf die Ermüdungsfestigkeit bereits umfassend untersucht, woraus auch internationale Empfehlungen und Anwendungsrichtlinien entstanden sind. Das höherfrequente Hämmern wurde hierbei unter dem englischen Begriff High Frequency Mechanical Impact (HFMI) Treatment eingeführt und basierend auf aktuellen Forschungsergebnissen wurden Vorschläge für eine von der Grundmaterialfestigkeit abhängige Steigerung der Ermüdungsfestigkeit ausgearbeitet, welche derzeit in die Richtlinien eingefügt werden.
Zahlreiche Untersuchungsergebnisse für geschweißte Stahlverbindungen mit einer Streckgrenze von 235 bis 1300 MPa zeigen beispielhaft, dass durch eine PIT-Nachbehandlung eine wesentliche Steigerung der Ermüdungsfestigkeit von bis zu 250 % im Bereich der Langzeitfestigkeit (ab rund einer Million Lastzyklen) erreicht werden kann. Durch vergleichende Versuche an Grundmaterialproben wird außerdem verdeutlicht, dass bei einer Anwendung des Verfahrens die Ermüdungsfestigkeit des Grundmaterials nahezu zur Gänze ausgenutzt werden kann, womit ein hohes Leichtbaupotential für geschweißte Strukturen gegeben ist. Des Weiteren wird gezeigt, dass diese Nachbehandlungstechnik eine effektive Möglichkeit zur Ertüchtigung bereits bestehender Strukturen darstellt.

## Qualitätssicherung
Zur industriellen Anwendung ist eine hohe Reproduzierbarkeit und qualitätssichernde Maßnahmen ein wesentlicher Aspekt. Neben einer fachlich fundierten Einschulung und Sensibilisierung des Bedieners kann die Qualität einerseits durch optische Kontrollen der Behandlungsspur nach der Anwendung sowie durch eine Prüfung der Intensität der Behandlung mit Hilfe des PIT-ALMEN Intensitätstests vor der Nachbehandlung erfolgen. Durch diese Maßnahmen wird eine gleichbleibende Qualität und Wirkung des PIT-Verfahrens nachhaltig gewährleistet.

## Vorteile durch PIT
Der wesentliche Vorteil durch die PIT-Behandlung besteht in einer Steigerung der Ermüdungsfestigkeit und in weiterer Folge der Lebensdauer geschweißter Verbindungen und hochbeanspruchter Komponenten. Durch das Verfahren kann einerseits die Festigkeit nieder-, höher- und hochfester Grundmaterialien nahezu zur Gänze ausgenutzt werden, wodurch ein erhebliches Leichtbaupotential und eine Einsparung von Kraftstoffverbrauch und Schadstoffemission entsteht, aber auch eine Ertüchtigung von Bauteilen im Betrieb ist wirkungsvoll möglich.
Die kompakte und äußerst transportable PIT-Anlage ermöglicht auch eine problemlose Behandlung von Schweißnähten auf Baustellen. Durch den speziellen mechanischen Aufbau ist es möglich die Anlage in einen automatisierten Herstellprozess zu integrieren, zum Beispiel als Aufbau an einem Roboter, welcher bei großen Stückzahlen und langen Schweißnähten effizient einsetzbar ist.
Generell bietet das PIT-Verfahren folgende Vorteile, welche durch zahlreiche Untersuchungen in Wissenschaft und Industrie bestätigt wurden:
- Erhöhung der Lebensdauer
- Steigerung des Leichtbaupotentials
- Verminderung und Kontrolle des Schweißverzugs
- Ertüchtigung vorgeschädigter Schweißverbindungen
- Erhöhung der Oberflächenhärte
- Verbesserung des Spannungsrisskorrosionswiderstands

## Anwendungsbeispiele
Das PIT-Verfahren wird bereits vielfach im industriellen Sektor eingesetzt, wobei nachfolgend ausgewählte Anwendungsbeispiele vorgestellt werden.

### Anlagen- und Stahlbau: Tragwerke und Stahlwasserbau
Insbesondere im Bereich des Bauwesens ist eine ermüdungsgerechte Konstruktion und Auslegung für einen sicheren Betrieb über die gesamte Lebensdauer wesentlich. Basierend auf den guten Erfahrungen beim Neubau von Straßenbrücken wurde das PIT-Verfahren auch zur Nachbehandlung geschweißter Fahrbahnübergangskonstruktionen aus Baustahl eingesetzt. Begleitende Versuche an Strukturkomponenten bestätigen die effektive Wirkung der Methodik und bilden die Grundlage für eine nachfolgende Anwendungszulassung. 

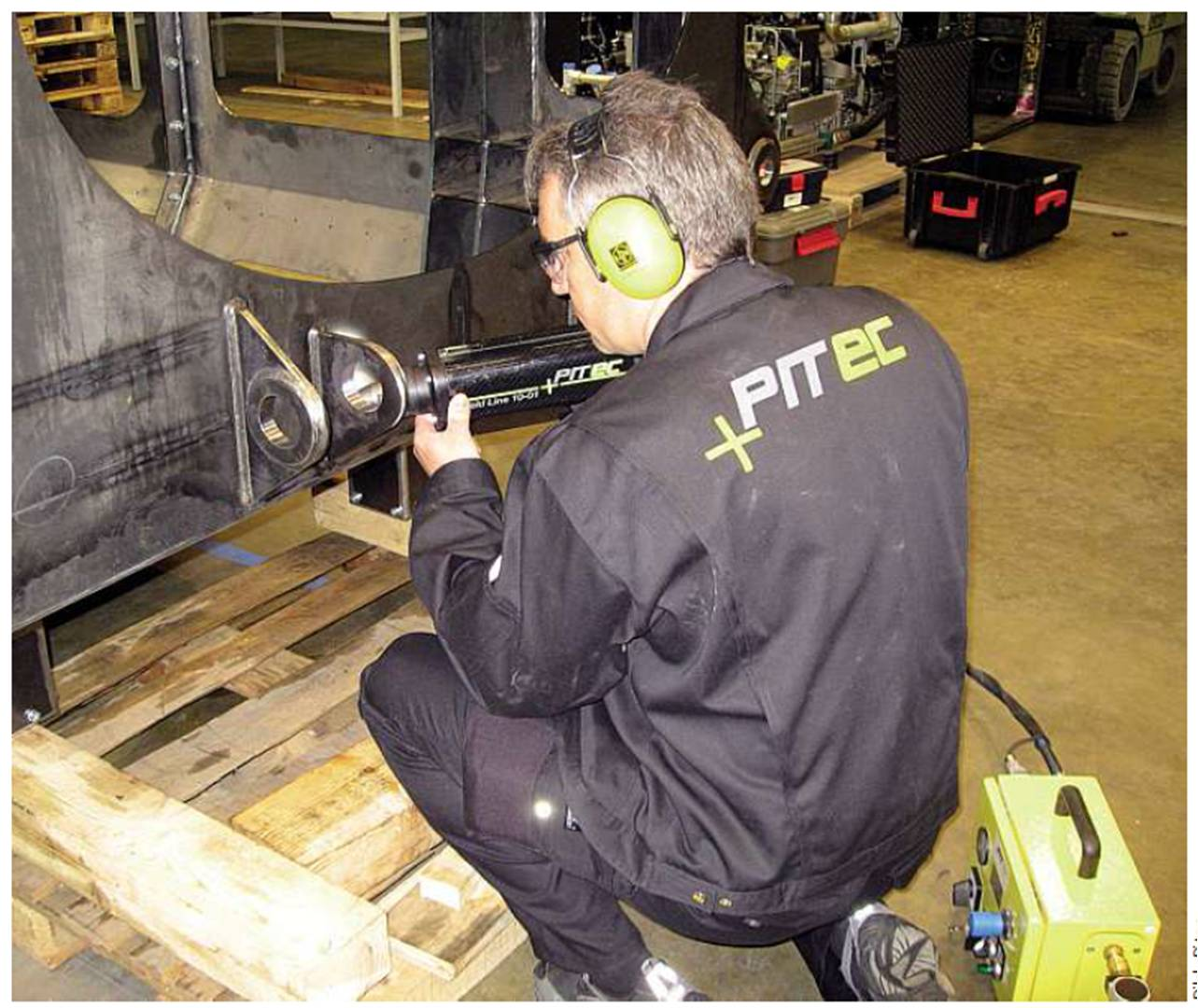
Anwendung von PIT im Stahlbau

Weitere Untersuchungen an Referenzproben mit strukturellen Details des Stahlwasserbaus zeigen, dass die Technologie auch für eine Instandhaltung bereits vorgeschädigter Bauteile besonders wirkungsvoll und für lebensdauerverlängernde Maßnahmen in diesem Bereich anzuwenden ist.

### Behälterbau: Kernfusionsreaktor
Zur Kontrolle des Verzugs beim Einschweißen von Rohrstutzen in die vorhandene Behälterkonstruktion eines Reaktors muss die Wärmeeinbringung beim Schweißprozess so gering wie möglich gehalten werden, wodurch eine zusätzliche Kühlung mit Trockeneis notwendig ist. Durch eine PIT-Nachbehandlung jeder Schweißlage können die durch den Fügeprozess bedingten Zugeigenspannungen klein gehalten werden, wobei ein praktisch verzugsfreies Schweißen ermöglicht und der Aufwand durch nachfolgende Bearbeitungsschritte minimiert wird.

### Maschinenbau: Leichtbaupotential
Im Bereich des Maschinenbaus wird das Verfahren in Kombination mit nieder-, höher- und hochfesten Stählen vielfach zur Steigerung des Leichtbaupotentials angewendet. Beispielsweise bei Kränen und kranähnlichen Strukturen kann durch diese Vorgehensweise eine wesentliche Gewichtseinsparung bei gleichbleibender Kranreichweite erzielt werden, wodurch ein Treibstoff- und Schadstoffreduzierender Betrieb bei höherer Lebensdauer möglich ist.